# Lancelot

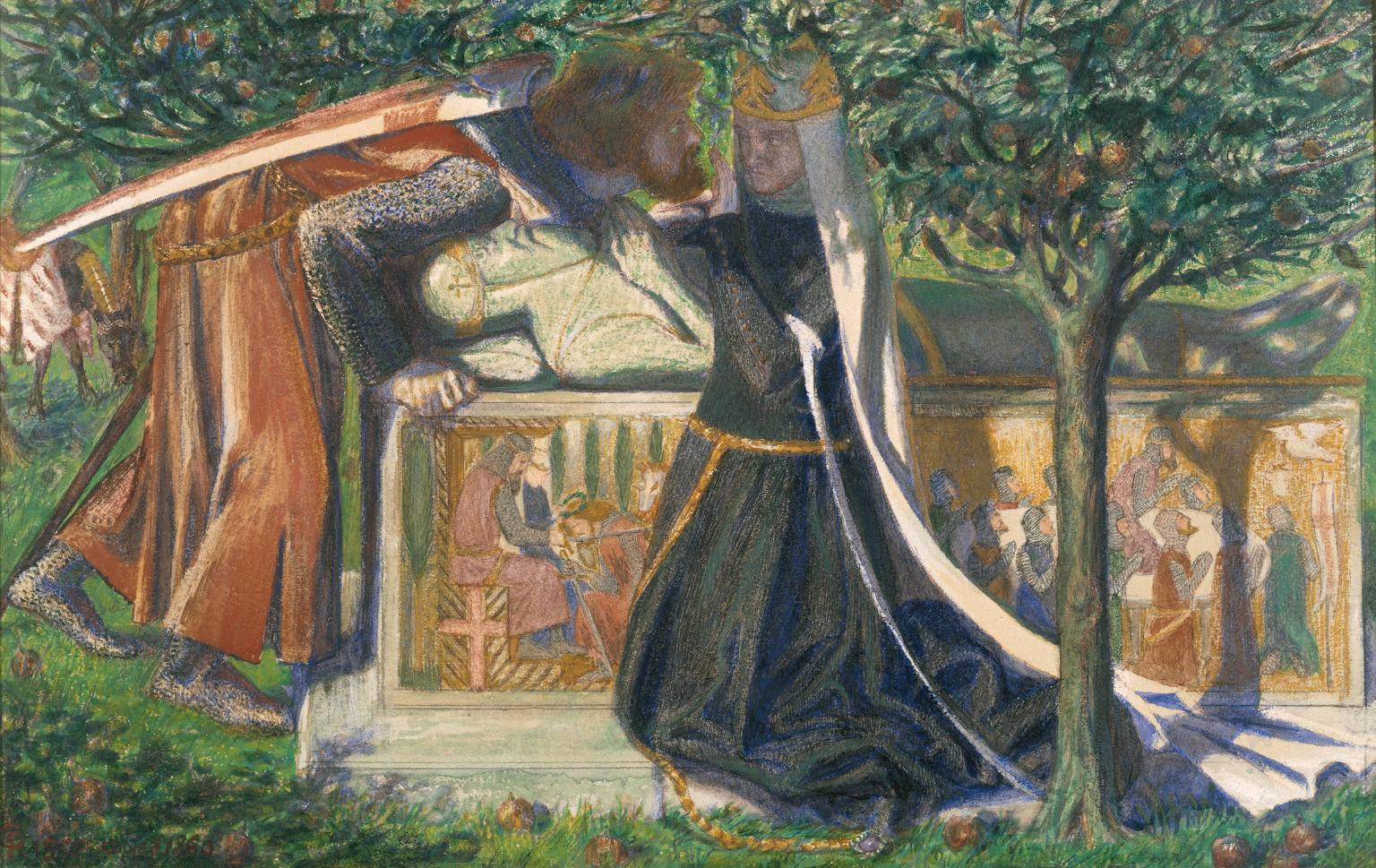
Dante Gabriel Rossettis målning Arthur's Tomb - The Last Meeting of Lancelot and Guinevere.

Lancelot var i keltisk mytologi en av huvudhjältarna vid kung Arturs hov, fader till Galahad.
Lancelots främsta personlighetsdrag är hans lättantända hjärta. Detta har gjort honom till en av de mer framträdande hjältarna vid hovet men förhindrade honom också från att nå fram till den heliga Graal.
Han förälskade sig i kung Arturs hustru, drottning Guinevere, vilket ledde till alla tres undergång och slutet för sagorna om kung Artur och hans riddare.
Gestalten Lancelot dök upp sent i utvecklingen av materialet kring kung Artur, men hans starka emotionella sida har gjort honom till en mycket omtyckt gestalt. Han kan ha sprungit ur tidigare keltiska gestalter som Lugh, Lleu och Lugus.